# 939 Isberga
939 Isberga este un asteroid din centura principală, descoperit pe 4 octombrie 1920, de Karl Reinmuth.

## Denumirea asteroidului
Asteroidul a primit numele cu referire la  Sfânta Isberga și la prenumele feminin respectiv. Sfânta Isberga, fiica lui Pepin cel Scurt și soră a lui Carol cel Mare, este considerată că are puterea de a vindeca boli de piele și de ochi.